# گاگ.کام
گاگ.کام (به انگلیسی: GOG.com) (که قبلاً به نام Good Old Games شناخته می‌شد) یک پلتفرم توزیع دیجیتال برای بازی‌های ویدئویی و فیلم‌ها است. این پلتفرم توسط شرکت GOG، که یک شرکت زیر مجموعه متعلق به سی‌دی پراجکت مستقر در ورشو لهستان است، اداره می‌شود. نام GOG از عبارت Good Old Games (به معنای بازی‌های خوب قدیمی) گرفته شده است، اما اکنون این شرکت ترجیح می‌دهد با این نام خطاب نشود، چرا که علاوه بر بازی‌های کلاسیک، بازی‌های مدرن را نیز ارائه می‌دهد. ازاین‌رو، نام این پلتفرم باید به صورت گاگ تلفظ شود. GOG.com بازی‌های ویدئویی بدون قفل DRM یا مدیریت حقوق دیجیتال (Digital rights management یا DRM) را از طریق پلتفرم دیجیتال خود برای سیستم‌عامل‌های مک او اس و ویندوز و لینوکس ارائه می‌دهد.

## تاریخچه

### راه‌اندازی Good Old Games
در دوران حکومت کمونیستی لهستان (جمهوری خلق لهستان)، قوانین کپی‌رایت به‌طور گسترده نادیده گرفته می‌شد و نقض کپی‌رایت در رسانه‌های الکترونیکی به‌وفور دیده می‌شد. پس از تغییر حکومت، دیدگاه مصرف‌کنندگان لهستانی نسبت به کپی‌رایت همچنان بدون تغییر باقی ماند و این موضوع کار را برای فروشندگان قانونی رسانه‌های الکترونیکی دشوار می‌کرد؛ چرا که نسخه‌های دزدی و غیرقانونی اغلب در بازارهای عمومی درست کنار نسخه‌های قانونی  آن هم با کسری از هزینه نسخه‌های اصلی و با قیمتی کمتر به فروش می‌رسیدند.
سی‌دی پراجکت در سال 1994توسط مارچین ایوینسکی و میخاو کیچینسکی با هدف وارد کردن نسخه‌های قانونی بازی‌های خارجی به لهستان تأسیس شد. آن‌ها می‌دانستند که رقابت با نسخه‌های غیرقانونی کار ساده‌ای نخواهد بود. این شرکت حق پخش بازی‌ها را از ناشران خارجی به دست می‌آورد و در صورت امکان محتوای بازی را بومی‌سازی می‌کردند، از جمله ترجمه متن‌ها و صداگذاری، که معمولاً از طریق مهندسی معکوس برای دسترسی به کدهای بازی انجام می‌شد. سپس بازی را به همراه دفترچه‌های راهنمای ترجمه‌شده و سایر اقلام فیزیکی بسته‌بندی می‌کردند و امیدوار بودند که این ویژگی‌های اضافی مشتریان را به خرید نسخه قانونی ترغیب کند.
اولین موفقیت بزرگ آن‌ها با بازی بالدورز گیت در سال 1998 رقم خورد که در روز اول عرضه در لهستان، 18,000 نسخه از آن به فروش رفت. به دنبال این موفقیت، شرکت Interplay، ناشر Baldur's Gate، از سی‌دی پراجکت خواست تا نسخه‌ای مشابه برای Baldur's Gate: Dark Alliance، یک بازی کنسولی منتشر شده در سال 2001، آماده کنند. از آنجا که تجربه آن‌ها تا آن زمان تنها محدود به رایانه‌های شخصی بود، شرکت تصمیم گرفت تا این پروژه را امتحان کند، اما این پروژه پیش از تکمیل شکست خورد. بااین‌حال، سی‌دی پراجکت متوجه شد که توانایی تولید بازی‌های اختصاصی خود را دارد و به سمت توسعه بازی‌ها حرکت کرد. این تلاش‌ها در نهایت موفقیت‌آمیز بود و حقوق مربوط به مجموعه بازی‌های The Witcher را برای این شرکت به ارمغان آورد. از آن زمان، علاقه شرکت به توزیع بازی‌ها کاهش یافته است.
در دهه 2000، توزیع دیجیتال رشد چشمگیری داشت و همراه با آن، استفاده از DRM (مدیریت حقوق دیجیتال) برای کنترل دسترسی به بازی‌ها نیز افزایش یافت. این مسئله باعث نارضایتی برخی از بازیکنان شد. سی‌دی پراجکت این وضعیت را فرصتی دید تا با استفاده از تجربه خود در توزیع بازی‌ها، نسخه‌های بدون DRM از بازی‌های کلاسیک را از طریق توزیع دیجیتال ارائه دهد. آن‌ها از تجربه‌های گذشته خود در مهندسی معکوس بهره بردند تا بازی‌های قدیمی را روی پلتفرم‌های مدرن قابل اجرا کنند و گزینه‌های بومی‌سازی متنوعی را نیز فراهم کنند. به این ترتیب، می‌توانستند بازیکنان را ترغیب کنند که به جای دانلود رایگان از سایت‌ها و سرویس‌های دزدی بازی، محصول آن‌ها را خریداری کنند.
برای این منظور، آن‌ها در اوایل سال 2008 یک شرکت تابعه به نام Good Old Games تأسیس کردند. اولین چالش آن‌ها پیدا کردن ناشری بود که مایل به همکاری باشد. با چندین ناشر صحبت کردند که اغلب از سابقه سی‌دی پراجکت اطلاعی نداشتند؛ اما اولین موفقیت بزرگ آن‌ها از Interplay حاصل شد که از کارهای گذشته شرکت آگاه بود و اجازه داد بازی‌های خود را از طریق این سرویس عرضه کنند.
پس از مدتی، یوبی سافت به Good Old Games نزدیک شد و علاقه‌مند بود که عناوین قدیمی‌تر خود را از طریق این سرویس به فروش برساند. پس از عقد قرارداد با یوبی سافت، متقاعد کردن سایر ناشران برای عرضه بازی‌های قدیمی‌تر در این سرویس آسان‌تر شد.

### ترفند بازاریابی و راه‌اندازی مجدد
از 19 تا 22 سپتامبر 2010، وب‌سایت GOG.com غیرفعال شد و پیام‌هایی در وب‌سایت و حساب‌های توییتر آن‌ها منتشر شد که نشان می‌داد سایت تعطیل شده است. یک سخنگوی Good Old Games تأیید کرد که سایت تعطیل نشده است و به‌زودی اخبار مرتبط با تغییرات سرویس اعلام خواهد شد. در 20 سپتامبر 2010، توضیحی در سایت منتشر شد که اعلام می‌کرد سایت به دلایل "فنی و تجاری" به‌طور موقت بسته شده است. برخی خبرنگاران صنعت بازی باور داشتند این تعطیلی ممکن است با استراتژی بدون DRM سایت مرتبط باشد، بر اساس پیام‌هایی که در توییتر منتشر شده بود.
در 22 سپتامبر 2010، GOG.com اعلام کرد که این تعطیلی در واقع یک ترفند بازاریابی بوده است که بخشی از خروج سایت از نسخه بتا بود. مدیریت سایت، با آگاهی از واکنش‌ها نسبت به این تعطیلی ساختگی، اظهار داشت: "ابتدا، می‌خواهیم از همه کسانی که احساس فریب یا آسیب کرده‌اند بابت تعطیلی GOG.com عذرخواهی کنیم. به‌عنوان یک شرکت کوچک، ما بودجه بازاریابی بزرگی نداریم و به همین دلیل نمی‌توانستیم فرصتی به این بزرگی را برای ایجاد هیجان در اطراف رویدادی مانند راه‌اندازی نسخه کاملاً جدید وب‌سایت خود و مهم‌تر از آن، احیای Baldur's Gate از دست بدهیم!"
سایت در 23 سپتامبر 2010 بازگشایی شد و با یک فروشگاه بهبودیافته و امکانات بیشتر همراه بود که در یک ارائه آنلاین توضیح داده شد. در این ارائه، مارچین ایوینسکی، یکی از بنیان‌گذاران GOG.com، و گیوم رامبورگ، مدیرعامل، لباس راهبان پوشیده بودند تا به‌نوعی "توبه" کنند. رامبورگ اظهار داشت که این راه‌اندازی مجدد موفق بوده است و مشتریان جدیدی را که قبلاً از وجود GOG.com بی‌خبر بودند، جذب کرده است.
طبق وعده داده‌شده پس از راه‌اندازی مجدد، GOG.com توانست چندین بازی از Black Isle Studios، مانند Baldur's Gate، Planescape: Torment و Icewind Dale را ارائه دهد. این بازی‌ها پیش‌تر به دلیل مسائل قانونی مربوط به مالکیت بازی‌های مرتبط با Dungeons & Dragons بین شرکت‌های Atari، Hasbro و دیگر شرکت‌ها از طریق سرویس‌های دانلود منتشر نشده بودند.
در 27 مارس 2012، Good Old Games اعلام کرد که در حال گسترش خدمات خود است تا علاوه بر بازی‌های قدیمی، عناوین AAA و بازی‌های مستقل را نیز ارائه دهد. در همین راستا، این وب‌سایت به GOG.com تغییر نام داد.

## پشتیبانی از OS X و لینوکس
در اکتبر 2012، اعلام شد که GOG.com قصد دارد بازی‌های بدون DRM را برای سیستم‌عامل OS X ارائه دهد. این شامل بازی‌های The Witcher و The Witcher 2 می‌شد که پیش از این فقط برای استیم در نسخه OS X موجود بودند و هر دو توسط CD Projekt Red ساخته شده بودند. GOG.com بازخورد کاربران را از طریق یک فهرست خواسته‌های جامعه جمع‌آوری کرد و یکی از ویژگی‌های پرتقاضا، پشتیبانی از بازی‌های بومی لینوکس بود که نزدیک به 15,000 رای دریافت کرد قبل از اینکه به‌عنوان "در حال پیشرفت" علامت‌گذاری شود.
در ابتدا، نمایندگان GOG.com اعلام کردند که مشکلات فنی و عملیاتی وجود دارد که این کار را سخت‌تر از آنچه به نظر می‌رسد می‌کند، اما این چیزی بود که آن‌ها دوست داشتند انجام دهند و به آن فکر می‌کردند. در 18 مارس 2014، GOG.com رسماً اعلام کرد که پشتیبانی از لینوکس را اضافه خواهند کرد و هدف اولیه آن‌ها نسخه‌های اوبونتو و مینت در پاییز 2014 بود. در 25 ژوئیه 2014، پشتیبانی از لینوکس زودتر از موعد اعلام شده عرضه شد و 50 بازی سازگار با این سیستم‌عامل منتشر شدند. چندین بازی از عناوین عرضه شده شامل بازی‌هایی بودند که به‌تازگی سازگار با لینوکس شده بودند، در حالی که بیشتر بازی‌ها قبلاً نسخه‌هایی برای این سیستم‌عامل در پلتفرم‌های توزیع دیگر داشتند.